# Unterseeboot 559
L'Unterseeboot 559 est un sous-marin allemand de type VII C utilisé par la Kriegsmarine pendant la Seconde Guerre mondiale.

## Histoire
L'U-559 appartient d'abord à la 1. Unterseebootsflottille en tant que navire de formation dans la mer Baltique. De juin à octobre 1941, il est basé à Brest. En novembre 1941, il rejoint la 23. U-Flottille basée à Salamine puis la 29. à La Spezia. Le sous-marin porte le blason de Solingen.
L'U-559 quitte Kiel le 4 juin 1941 pour sa première patrouille et revient à Saint-Nazaire le 5 juillet 1941. Il ne rencontre pas d'ennemi. La deuxième patrouille commence le 26 juillet 1941 et se situe à l'ouest du golfe de Gascogne. Le 19 août, il coule un navire marchand britannique. Il revient à Saint-Nazaire trois jours plus tard.
Pour sa troisième patrouille, le navire fait partie du Goeben-Gruppe. Il est l'un des premiers navires allemands à être basé en mer Méditerranée. Il traque les navires alliés au large des côtes de l'Égypte et de la Libye pour soutenir la campagne de Rommel en Afrique du Nord.
Pendant cette patrouille, il coule cinq navires de charge alliés et le sloop australien HMAS Parramatta, tuant les 480 marins militaires.
Dans la nuit du 30 octobre 1942, le destroyer britannique HMS Petard, qui protège un convoi, découvre le sous-marin et le pousse à faire surface au large de la côte égyptienne. Les grenades anti-sous-marines des destroyers HMS Pakenham, HMS Hurworth et HMS Dulverton soutiennent cet effort. L'équipage allemand doit abandonner le navire, quatre membres sont morts dans les explosions ou noyés.
Convaincu que leur navire coulerait, l'équipage organise le sabordage mais ne réussit pas à détruire les livres-codes et la machine Enigma M4. Les sous-mariniers sont capturés par les troupes britanniques. Alors, les marins britanniques Colin Grazier, Anthony Fasson et Tommy Brown nagent rapidement une première fois vers le navire qui coule lentement et s'emparent de quelques livres de codes. Les Britanniques possédaient déjà une machine Enigma mais ne parvenaient pas à l'exploiter. Grazier et Fasson reviennent dans le sous-marin et se noient alors qu'il coule.
Cet événement a inspiré le film U-571 qui attribue fictivement le mérite de la capture à l'US Navy.